# Paragomphus pumilio
Paragomphus pumilio là một loài chuồn chuồn ngô thuộc họ Gomphidae. Nó được tìm thấy ở Ai Cập, Ethiopia, Kenya, và Sudan. Các môi trường sống tự nhiên của chúng là xavan khô, sông, hồ nước ngọt, và sa mạc nóng.